# Constantin Titel Petrescu
Constantin Titel Petrescu (n. 5 februarie 1888, Craiova – d. 1957) a fost un politician român, lider al Partidului Social-Democrat din România, care s-a opus absorbirii partidului său de către Partidul Comunist Român. În calitatea de conducător al PSD, a luat parte la pregătirea Loviturii de stat de la 23 august 1944, fiind numit ministru politic fără portofoliu în primul guvern Sănătescu, la 23 august 1944, demnitate deținută până la 4 noiembrie 1944.
După congresul PSD din martie 1946, care a hotărât participarea la alegeri pe liste comune cu PCR, Constantin Titel Petrescu a înființat Partidul Social-Democrat Independent.
A fost arestat la 6 mai 1948. Deținut politic la Jilava și Sighet, a fost eliberat după 7 ani, în 1955, stingându-se din viață doi ani mai târziu. A condus ziarul democrat Libertatea.

## Biografie

București, intr. Rigas nr.29C

S-a născut la 5 februarie 1888 la Craiova, tatăl funcționar la Banca Națională fiind detașat în Capitala Băniei, la filiala locală. După ce termină studiile la liceul bucureștean „Sf. Sava”, în 1903, s-a înscris la Facultatea de Litere, secția filosofie. Atras de doctrina social-democrată devine un fervent apărător al acesteia, stârnind o mișcare în rândurile studenților, care îl urmau, dar și reacția puțin amicală a profesorilor conservatori, fiind amenințat cu excluderea din Facultate.
Părăsește studiile de filosofie spre a urma cursurile Facultății de Drept din București. Student fiind, începe să frecventeze Cercul de Studii Sociale, întemeiat de N. D. Cocea, al cărui sediu se afla chiar în casa acestuia. Luându–și licența în Drept, Constantin Titel Petrescu audiază prelegerile Universității Sorbona de la Paris, specializându–se în domeniul penal, după care revine la București și se înscrie, în 1911, în Baroul de Ilfov, ca avocat pledant. Dar maturizat, reia viața politică, devenind colaborator al ziarului România Muncitoare editat inițial de Uniunea Socialistă din România, apoi de Partidul Social Democrat începând din februarie 1910.

### Începutul vieții politice
Ziarul publica articole inflamante, unele semnate de Constantin Titel Petrescu, în care erau aduse argumente pertinente în favoarea Programului politic și economic al PSD, care preconiza între altele: dreptul la referendum, descentralizarea administrativă și autonomia comunală, sancționarea prin lege a funcționarilor statului pentru orice abuz și atingerea drepturilor cetățeanului, asigurare unei Justiții cinstite, drepte și independente, reorganizarea învățământului, aplicarea unui impozit direct, proporțional și progresiv, introducerea contractului colectiv de muncă, crearea unei Case generale de ajutor pentru boală, invaliditate, lipsă de lucru și bătrânețe, organizarea unui credit agricol, reforma agrară.
Constantin Titel Petrescu debutează ca apărător în procesele intentate de-a lungul anilor militanților social–democrați în anul 1911. Primul pe care l-a apărat, ca avocat, a fost Alexandru Nicolau, coleg de breaslă și facultate. Nicolau publica în paginile ziarului o rubrică intitulată „Scrisori pentru recruți”, în care deplângea condițiile inumane pe care tinerii militari le îndurau în armată.
Ministrul de Război a socotit că Nicolau îndeamnă la nesupunere și ațâță armata la dezordine, sesizând Parchetul, care l-a acționat în judecată penală. Cazul a stârnit un mare scandal politic, ziarele de mare tiraj făcând o adevărată campanie de presă în sprijinul acuzatului Nicolau, dar și de blamare a diferitelor cazuri flagrante de abuzuri din armată.
Toma Dragu, Mihail Gheorghiu Bujor, Constantin Mille, Constantin Bacalbașa și alți mari gazetari ai timpului s-au întrecut în a semna pamflete și comentarii acide, toate confirmând că Nicolau era nevinovat. Tânărul avocat Constantin Titel Petrescu a avut o pledoarie excelentă în fața Completului de Judecată care l-a achitat pe inculpat. În același an Constantin Titel Petrescu face o superbă pledoarie în alt proces, intentat social–democratului Grigore Dorobanțu, acuzat ca instigator al țărănimii de Guvernul Conservator a lui Petre P. Carp. Tânărul avocat nu a pierdut ocazia să persifleze acuzatorii, ca și guvernanții încă speriați de răscoalele țărănești din 1907, reușind achitarea lui Dorobanțu.

### Primul Război Mondial
De altfel Constantin Titel Petrescu el însăși se va implica în dezvoltarea cooperației, fondând în 1914 „Casa Poporului”, o societate cooperativă pe acțiuni. Această societate cuprindea nu numai agenții de împrumut pentru meșteșugari și țărănime îndeosebi, ci și cluburi politice, sedii de sindicat, o editură și redacția unei publicații. Constantin Titel Petrescu desfășoară o vie activitate publicistică în această perioadă premergătoare intrării României în Primul Război Mondial. El scrie numeroase articole cu caracter memorialistic din timpul Campaniei militare din Bulgaria (1913) în care denunță incompetența politică și administrativă, starea deplorabilă sanitară din armată și haosul provocat de unii ofițeri incompetenți, care a costat viața a peste 5500 de militari.
Temerile lui s-au adeverit, trupele române fiind obligate să se retragă din fața inamicului mai bine organizat și înarmat, România semnând în martie 1918 rușinosul armistițiu cu Germania și Austro-Ungaria cunoscut în istorie ca „Pacea de la Buftea” prin care i se impuneau condiții înjositoare. Constantin Titel Petrescu, demobilizat din Armată, rămâne în București, dar nu înceteză lupta politică. El convoacă la 18 aprilie o serie de fruntași social–democrați, printre care Ilie Moscovici, Iordan Ionescu, Tache Georgescu și Ecaterina Arbore redactând și semnând un manifest protest față de lașitatea Guvernului Marghiloman care „a dus țara la dezastru”.
La 14 noiembrie 1918, Constantin Titel Petrescu și alți intelectuali sociali-democrați scot gazeta Trăiască socialismul, devenită imediat Socialismul. După doar trei săptămâni publicația este suspendată, deoarece publicase manifestul-protest din aprilie, însă acestă măsură arbitrară a autorităților provoacă greve de protest, paralizând Capitala, ceea ce a obligat revenirea asupra interzicerii ziarului. Tipografii bucureșteni organizează la 13 decembrie 1918 o grevă revendicând programul economic și politic al social-democrației, precum ziua de muncă de 8 ore, înlăturarea cenzurii, garantarea libertăților cetățenești, etc.

### Partidul Social Democrat
La începutul lunii februarie 1919, la București au venit social-democrații ardeleni Ion Fluieraș și Iosif Jumanca, miniștri în Consiliul Dirigent al Transilvaniei, care s-au prezentat la regele Ferdinand cerând-i cu insistență deschiderea sediilor PSD și ale sindicatelor, libertatea întrunirilor și oprirea teroarei împotriva social-democraților. Regele și primul ministru Ion I. C. Brătianu le-au satisfăcut cererile.
În anul 1923 inițiază chiar constituirea „Ligii Drepturilor Omului”, la care aderă mari personalități politice și culturale ale țării, printre care Grigore Iunian, Virgil Madgearu, Dem I. Dobrescu, Radu Rosetti, Constantin Mille, dr. N. Lupu, Constantin Rădulescu-Motru, Victor Eftimiu. Liga a promovat numeroase acțiuni, a lansat apeluri și manifeste, activitatea sa ajungând, până la urmă să deranjeze guvernul autoritar al lui Ion I. C. Brătianu, care a dizolvat-o înainte de a demisiona, la cererea regelui Ferdinard.
Pe Brătianu îl iritau mai ales articolele lui Constantin Titel Petrescu publicate în ziarele Lumea Nouă și Socialismul și nu uita faptul că tocmai acesta îi chemase la București, în decembrie 1918, pe Fluieraș și Jumanca, punându-i într-o situație penibilă în fața regelui. De altfel, la începutul anului 1925 sosise un bun prilej spre a-i riposta gazetarului social-democrat într-o manieră brutală. Constantin Titel Petrescu, pe atunci avocat și redactor la ziarul Socialismul, tocmai publicase un pamflet, sub pseudonimul de Stockman, în care ironiza moravurile cazone din Armată. Ministrul de Război se simte ofensat și-l aduce pe autor în fața Curții Marțiale sub acuzația de „ultraj adus armatei”.
Cum era de așteptat, magistrații militari, aflați sub ordinea Guvernului, l-au condamnat pe inculpat la un an închisoare și 10.000 de lei amendă. Trei luni a durat încarcerarea lui Constantin Titel Petrescu la Jilava, timp în care nu au contenit protestele, inclusiv ale „Ligii Drepturilor Omului”, la care s-au asociat toate ziarele de mare tiraj, cerând la unison respectarea drepturilor înscrise în Constituția din anul 1923, inclusiv a libertății de opinie, reîntronarea drepturilor cetățenești.
El va fi acela care la 7 mai 1927 va deschide lucrările Congresului. După două zile de dezbateri s-a votat revenirea la vechea denumire Partidul Social Democrat și s-a adoptat un program politic, în care se făcea o categorică delimitare față de comunism și care a rămas valabil timp de două decenii. În Biroul Comitetului Executiv Central al PSD a fost ales ca secretar Constantin Titel Petrescu, el rămânând de aici înainte în rândul conducerii partidului, avansând ulterior în funcție ca vicepreședinte, președinte al Comitetului Executiv și apoi președinte al partidului, demnitate pe care o deținut-o până la moarte.
Ca reprezentant al social–democraților din România, Constantin Titel Petrescu este prezent la congresele internaționale, printre care cele de la Paris, Bruxelles și Viena, unde cuvântările sale produc o vie impresie. El contestă schema revoluției care constituie obstacol al progresului social, pledând pentru realizarea de aranjamente democratice pe plan economic și social, durabile și pozitive. La începutul carierei politice Constantin Titel Petrescu nu refuză multe teze marxiste, cum ar fi lupta de clasă, dar o înțelegea ca o formă democratică, parlamentară, deschisă dialogului, nu legitimarea violenței, forței brutale sângeroase, propovăduite de leninism și stalinism.
În felul acesta el se apropia mai mult de curentul social-democrat reformist inițiat de Léon Blum, care întrezărea soluții dincolo de violență și marxism, pe cale parlamentară și transformării societății prin reforme economice. Astfel Constantin Titel Petrescu respinge „dictatura proletariatului”, proletariatul rămânând în concepția sa un mandatar al puterii în cadrul pluripartitismului, nu „stăpânul” acesteia, acaparator al conducerii societății.
Această concepție, dezvoltată de Constantin Titel Petrescu și respectată de social-democrații români până în 1946, când s-a scindat partidul datorită manevrelor comuniștilor, a fost adoptată la 2 iulie 1951 la congresul de la Frankfurt pe Main al Internaționalei Socialiste.
În mai 1933 are loc Congresul PSD, Constantin Titel Petrescu fiind reales președinte al partidului, cu care prilej, în cuvântarea sa, se pronunță vehement împotriva regimului hitlerist, instaurat în Germania doar cu câteva luni înainte. El a întrevăzut pericolul acestui regim antidemocratic, prin prisma încălcării principiilor social-democrate, reformiste, conținute în discursurile sale, chiar dacă Hitler își intitula partidul drept „național socialist”. Aprecire care s-a dovedit corectă în derularea evenimentelor care au urmat. În aceiași ordine de idei, Constantin Titel Petrescu a calificat mișcarea legionară ca o „trădare a românismului”, ținând seama de apropierea ei slugarnică față de nazism și fascism.
În 1937, convinge să revină în partid pe dizidenții conduși de doctorul Leon Ghelerter, desprinși din PSD în 1928 datorită respingerii tezelor politice reformiste avansate de el în congrese și articole publicate în ziare. Un an doar după această reunificare, regele Carol al II-lea instaurează dictatura sa personală, încercând să imite fascismul lui Mussolini. Prima măsură a dictaturii regale a fost desființarea tuturor partidelor și crearea partidului unic, condus de el, intitulat „Frontul Renașterii Naționale – FRN”. Scos în afara legii, PSD a continuat să existe, grupat în jurul ziarului Lumea Nouă, al cărui director era Constantin Titel Petrescu.

### Regimul Antonescian
La 7 iulie 1940, el semna un articol fulminant în Lumea Nouă, scriind între altele: 
„Cu inima sângerândă și cu mâinile ferecate a trebuit să îndurăm sfâșierea unui trup din trupul țării, Basarabia toată și o bună parte din «dulcea» Bucovină ne-au fost răpite.”
După 6 septembrie 1940, regimul de dictatură militară al generalului Ion Antonescu a interzis ziarele cu caracter politic, inclusiv Lumea Nouă, ca și activitatea orcărui partid democratic. Cu toate acestea, PSD a continuat sa-și mențină structurile, în noiembrie 1941 fiind aleasă o nouă conducere, având ca președinte pe Constantin Titel Petrescu. Sub conducerea acestuia, în 1942 se va constitui un comitet de inițiativă lansând „lupta împotriva hitlerizării țării și intrării în război alături de puterile Axei”.
În a doua jumătate a anului 1943, a luat ființă Comitetul Executiv al PSD, având ca președinte pe Constantin Titel Petrescu, care primește și acordul de a demara acțiunea subversivă de înlăturare a dictaturii antonesciene, împreună cu liderii PNȚ, Iuliu Maniu, și PNL, Dinu Brătianu. În tot cursul vremii, până la 23 august 1944, sub conducerea lui Constantin Titel Petrescu au loc consfătuiri în diverse case conspirative din București, Sinaia și Popești Leordeni, având ca obiectiv organizarea partidului în vederea insurecției.
Constantin Titel Petrescu trimite mai multe scrisori Internaționalei Socialiste și președintelui acesteia Louis de Brouckere, ca și conducerilor partidelor socialiste din țările membre, precum și Partidului Laburist Englez, informând-le despre hotărârea României de a se alătura Coaliției Antihitleriste, aliaților săi firești.
Istoria consemnează evoluția evenimentelor premergătoare actului de la 23 august 1944, afirmarea PSD ca o forță politică democratică și națională, care și-a asumat răspunderi de importanță capitală. La 24 august 1944, apare primul număr al ziarului Libertatea, organul de presă al PSD, având ca director pe Constantin Titel Petrescu. În zilele următoare se reorganizează Comitetul Central al PSD, în funcția de președinte al partidului fiind ales Constantin Titel Petrescu. Un număr imens de persoane cer să fie primite ca membri ai PSD, convinse de prestigiul și credibilitatea acestui partid, neerodat nici de acte de guvernare precum PNȚ și PNL și nici de bolșevism, cum era Partidul Comunist.

### Regimul comunist
În noiembrie 1946 apare, în Editura PSD, volumul Socialismul în România (1835 – 6 septembrie 1940), o primă sinteză a mișcării socialiste, având ca autor pe Constantin Titel Petrescu.
Din considerente tactice, impuse de conjucturile naționale și internaționale, Constantin Titel Petrescu a consimțit în 1944 ca PSD-ul să devină partener egal alături de PNȚ și PNL și cu PCR, reprezentat de Lucrețiu Pătrășcanu, în vederea înlăturării dictaturii antonesciene. Lucrețiu Pătrășcanu, care avea domiciliul la Bușteni, pe Valea Prahovei, venea adesea pe ascuns în vila lui Constantin Titel Petrescu de la Sinaia, trecând prin pădurea muntelui Cumpătu, unde a pus la cale și a semnat la 23 aprilie 1944 un acord privind crearea unui front unic al PSD cu PCR.
La 1 Mai 1944, Radio Londra anunță constituirea în Romănia a Frontului Unic Muncitoresc – FUN, care își propune să lupte pentru alungarea trupelor hitleriste din România, întronarea unui regim de libertate și democrație. În toate discuțiile ulterioare cu Iuliu Maniu, Dinu Brătianu și Lucrețiu Pătrășcanu, Constantin Titel Petrescu nu a încetat să atragă atenția că atitudinea PSD față de partidele din coaliția antihitleristă este datorată spiritului de colaborare națională pentru reinstaurarea unui regim democratic în România, subliniind necesitatea menținerii întregii independențe ideologice și politice a fiecărei organizații politice.
Ca urmare a diligențelor lui Constantin Titel Petrescu, la 20 iunie 1944 a fost semnată o declarație comună a celor patru partide, PNȚ, PNL, PSD și PCR, privind constituirea Blocului Național Democrat, „care să acționeze pentru salvarea țării” având ca obiectiv final reinstaurarea „unui regim constituțional, democratic, pe baza acordării drepturilor și libertăților civile tuturor cetățenilor țării”. 

Constantin Titel Petrescu.

În acest text se recunoaște fără greș pana social-democratului Constantin Titel Petrescu, teoreticianul care a ținut să consfințească pentru viitorime tezele sale privitoare la drepturile omului exprimate neîncetat de-a lungul anilor. În ziarul Libertatea din 5 septembrie 1944, Constantin Titel Petrescu expune fără echivoc toată istoria tratativelor anterioare actului de la 23 august 1944.
După acest moment istoric, la insistența lui Lucrețiu Pătrășcanu, PSD a consimțit să intre în Frontul Național Democrat, alcătuit în februarie 1945 din PCR, Frontul Plugarilor condus de Dr. Petru Groza, Uniunea Patrioților, Madosz, Sindicatele Unite și PNȚ – fracțiunea Anton Alexandrescu. Curând s-a dovedit că FND-ul era, de fapt, o manevră a comuniștilor de a-și crea o majoritate pe plan electoral în dauna social-democraților.
În ziarul Libertatea din 26 octombrie 1945 acest adevăr a fost expus limpede: „Trebuie împiedicată tendința acestuia (FND) de a se considera un supra-partid”. Fruntașii PSD și îndeosebi Constantin Titel Petrescu nu au ezitat să se opună încercărilor repetate ale conducătorilor PCR, mulți veniți de la Moscova, de a desființa social-democrația, fluturând ideea realizării partidului unic muncitoresc. Ana Pauker și Lucrețiu Pătrășcanu nu oboseau în organizarea a tot felul de manevre menite să subjuge PSD-ul. Drept urmare CC al PSD a votat la 25 octombrie 1945 o rezoluție în care declară refuzul partidului de a adera la ideea susținută de PCR, textul încheind-se: “CC al PSD îndeamnă organizațiile sale să continue, cu toate puterile, munca de întărire și de afirmare a partidului”.
Ziarul Libertatea a reluat, în numeroase articole, tema opoziției față de PCR. Drept urmare, comuniștii au abandonat ideea Partidului Unic, cel puțin de formă, începând un alt tip de manevre pentru a convinge PSD-ul de a merge pe liste comune în alegerile ce se prefigurau. În fața opoziției ferme a PSD, conducerea PCR a cerut cu insistență convocarea unei ședințe comune a Birourile Politice ale PSD și PCR pentru clarificarea problemei alegerilor. Ședința s-a ținut într-adevăr într-un imobil din str. Amzei nr. 4, Constantin Titel Petrescu declarând hotărârea partidului: “Mergând singuri în alegeri, Partidul Social Democrat continuă tradiția sa, prezentând-se în fața alegătorilor cu programul său propriu. El va folosi alegerile pentru a propaga în mase ideile socialiste și metodele sale de acțiune, distincte de ale celorlalte organizații politice”.
Hotărârea Biroului Politic al PSD a creat o situație penibilă pentru comuniști. Însa PCR-ul schimbă rapid tactica, începând imediat asaltul de a corupe elemente din conducerea PSD, ca Th. Iordăchescu, Barbu Solomon și Lothar Rădăceanu, promițând-le unora funcții publice înalte, recompense exorbitante, în timp ce pe alții ca Ștefan Voitec, Ion Pas și Șerban Voinea îi șantaja cu învinuirea de „colaboraționiști” cu regimul antonescian.
La 10 martie s-au deschis lucrările Congresului PSD care urma să consfințească hotărârea Conferinței partidului din 1-3 decembrie 1945. Adrian Dimitriu, participant la Congres notează în amintirile sale: „Dar, ceea ce s-a întâplat cu ocazia Congresului partidului de la 10 martie 1946 reprezintă una din paginile cele mai negre și mai dureroase din istoria Partidului Social Democrat din România. Din ea se va putea vedea modul rușinos în care o parte din conducerea partidului, în frunte cu Lothar Rădăceanu și Ștefan Voitec (la care s-au alăturat în ultima oră și alții, în frunte cu Șerban Voinea), acționând cu rea credință și trecând fără nici-un scrupul peste convingerile lor anterioare, a pus la cale și au reușit să falsifice voința masei partidului, făcând ca, prin amenințări și corupție, delegații trimiși la Congres să accepte o teză pe care ei o combătuseră; și anume aceea de a merge pe liste comune cu comuniștii în alegerile viitoare.
Astfel, PSD s-a fracționat în mod nefiresc. Partidul care devenise una dintre cele mai puternice forțe politice din țară a suferit o dureroasă dezmembrare, și anume într-o ramură credincioasă lui Rădăceanu – Voitec și una care l-a urmat pe președinte și care, mai târziu, a luat denumirea de Partidul Social-Democrat Independent, spre a se face deosebirea necesară de prima, „comunizată” scrie în amintirile sale Adrian Dimitriu.
După Congresul din 10 martie 1946, PSD-ul condus de Rădăceanu – Voitec a trecut la o campanie de excludere a membrilor partidului care își manifestau acum deziluzia și împotrivirea față de cele petrecute. Printre cei excluși sunt de remarcat figuri marcante ale social-democrației românești ca Eftimie Gherman, Iosif Jumanca și Ștefan Lăcătuș.
În timp ce PSDI își urma drumul său firesc, sub președinția lui Constantin Titel Petrescu, gruparea Rădăceanu – Voitec a mers mai departe pe calea comunizării, organizând un Congres de „unificare” cu PCR, ținut la începutul lunii octombrie 1947. La 20 februarie 1948 a avut loc semnarea actului de deces a grupării Rădăceanu – Voitec, a doua zi având loc Congresul de „unificare” a PSD cu PCR, noul partid luând numele de Partidul Muncitoresc Român, a cărui conducere era în proporție uriașă cea a fostului partid comunist. De altfel, nu după mult timp la cel de al IX-lea congres al PMR s-a decis ca el să-și recapete denumirea de Partidul Comunist Român. Afacerea de tip bolșevic era tranșată, social–democrația fiind asasinată.
În ziua de 9 mai 1946 s-a deschis Congresul PSDI, care dezavuând actele de falsificare a voinței PSD de către gruparea Rădăcenu – Voitec i-a exclus din mișcarea social-democrată pe toți adepții comunizanți ai acestora, care acceptaseră ideologia marxist-leninistă-stalinistă. Participând pe liste proprii la alegerile din noiembrie 1946, PSDI cu semnul electoral „Fântâna cu cumpănă” s-a expus unei terori inimaginabile din partea comuniștilor.

### În închisorile Jilava și Sighet
Un fals grosolan înfăptuit de Teohari Georgescu, agent al Moscovei care gira „alegerile”, a scos ca perdante partidele democratice, inclusiv PSDI. Protestele și un apel semnat de Constantin Titel Petrescu, Iuliu Maniu și Dinu Brătianu, au fost adresate Națiunilor Unite prin care era demascată mascarada alegerilor regizată de comuniști. Urmarea a fost un uriaș val de represiuni, de abuzuri, percheziții, devastări și închideri de sedii ale PSDI. La începutul lunii mai 1947 au început arestările în rândul membrilor PSDI de către Siguranță.
La 13 iunie 1949, Securitatea se putea lăuda că îi arestase pe toți social–democrații de vază, chiar dacă aceștia nu erau decât simpli membri ai partidului. Mulți, enorm de mulți social-democrați au pierit în temniță, printre aceștia fiind eroii națonali precum Iosif Jumanca, Ion Fluieraș și George Grigorovici care au luptat pentru înfăptuirea României ca stat unitar, național, Ene Filipescu și Ilie Predaru fruntași ai partidului.
Condamnat la muncă silnică pe viață, pentru fapte imaginare, Constantin Titel Petrescu este purtat din temniță în temniță, supus la torturi, înfometat și distrus fizic. Anul 1955 a fost cel mai chinuitor pentru liderul social–democrat. Sleit de puteri, grav bolnav, îmbătrânit, Constantin Titel Petrescu se afla în pragul morții. În această stare de nedescris, Constantin Titel Petrescu a fost adus de la închisoarea din Sighet la Securitatea din București în februarie 1955, unde i s-a cerut să semneze o scrisoare contrafăcută ce urma să fie publicată în ziarul comunist Scînteia, drept preț al eliberării sale. Cu demnitate, Titel Petrescu a refuzat să semneze textul. Drept urmare, a fost retrimis la Sighet, unde a fost supus unor noi maltratări.

### Decesul
În noiembrie 1955, aproape în stare de inconștiență, deținutul adus iarăși la București a cedat presiunilor și a semnat textul scrisorii, în schimbul asigurării că toți social-democrații aflați în închisori vor fi eliberați. După ce a fost pus în libertate, Constantin Titel Petrescu și-a petrecut restul zilelor în spital, bolnav de scorbut și TBC, stingându-se din viață la 2 septembrie 1957, fiind înmormântat la Cimitirul Bellu din Capitală.

## Posteritate
În prezent, în București există o stradă care îi poartă numele.